# Bad Zell
Bad Zell ist eine Marktgemeinde und ein Kurort im Bezirk Freistadt im Mühlviertel in Oberösterreich mit 2969 Einwohnern (Stand 1. Jänner 2024).

## Geografie
Der Ort Bad Zell liegt im Südwesten des Gemeindegebietes auf 515 Meter Höhe im Tal des Kettenbaches. Das Gemeindegebiet wird teilweise von Flussläufen begrenzt, im Nordwesten vom Haselbach, im Nordosten von der Naarn. Die Ausdehnung beträgt von Nord nach Süd 11 und von West nach Ost 7,3 Kilometer. Die Gesamtfläche umfasst 45,49 Quadratkilometer. Davon sind 35 Prozent bewaldet, 60 Prozent werden landwirtschaftlich genutzt.

### Gemeindegliederung
Das Gemeindegebiet umfasst folgende 14 Ortschaften (in Klammern Einwohnerzahl Stand 1. Jänner 2024):
- Aich (407) samt Ellerberg
- Bad Zell (1379)
- Barndorf (70)
- Brawinkl (153)
- Erdleiten (160)
- Feiblmühl (7)
- Haselbach (55)
- Hirtlhof (119)
- Lanzendorf (152) samt Haid
- Maierhof (96)
- Riegl (154)
- Weberberg (76)
- Wolfgrub (5)
- Zellhof (136)

Die Gemeinde besteht aus den Katastralgemeinden Aich, Brawinkl, Lanzendorf und Zell bei Zellhof.
Die Gemeinde liegt im Gerichtsbezirk Perg.

### Nachbargemeinden
| Gutau         | Schönau                                     |          |
| Tragwein      | Kompassrose, die auf Nachbargemeinden zeigt | Pierbach |
| Allerheiligen | Windhaag                                    | Rechberg |

## Geschichte

Landschaft um Bad Zell

Das Gebiet zwischen Aist und Naarn, der sogenannte Regensburger Luß, wurde in der Mitte des 9. Jahrhunderts vom Ostmarkgrafen Wilhelm an das Kloster Sankt Emmeram in Regensburg übergeben.
Die erste urkundliche Erwähnung des Ortes Zell findet sich im Jahr 1208 als „Celle“. Wahrscheinlich ist hier eine Mönchszelle außerhalb der Mönchsgemeinschaft bzw. ein Hof mit dazugehöriger Kapelle gemeint (siehe Marktwappen). Anfang des 13. Jahrhunderts entwickelte sich ein planmäßig angelegter Markt um den Hof bei der Celle.
In späterer Zeit entstanden Besitzstreitigkeiten, die aber durch die Bestätigung Rudolf I. von Habsburg an Regensburg beigelegt werden konnten. Im Jahr 1287 geriet Zell als Lehen an die Kuenringer, 1440 an die Tannböck und schließlich 1536 an die Jörger von Tollet, die Zell von der Regensburger Lehenshoheit freikauften.
Nach der Regensburger Lehensherrschaft unterstand Zell den jeweiligen Besitzern der Herrschaften Prandegg, bzw. Zellhof. Zerstörungen erfolgten bei den Hussiteneinfällen ins Mühlviertel (1424/32), den Böhmischen Grenzkriegen (1468) und den Ungarneinfällen (1477/1486). Von fünf großen Marktbränden berichtet die Geschichte (zuletzt 1869). Wirtschaftlich erreichte Zell große Bedeutung durch seine günstige Lage am ehemaligen Saumpfad zwischen Donau und Böhmen. Im 16. Jahrhundert war der Ort eine Hochburg des Protestantismus, was vor allem durch die Adelsfamilie der Jörger gestützt wurde. Nach der Rekatholisierung und der Vertreibung der Jörger entwickelte sich Zell zu Beginn des 18. Jahrhunderts zu einem bedeutenden Marienwallfahrtsort. 1740 fand in Zell einer der letzten und größten Hexenprozesse Oberösterreichs (der so genannte Wagenlehnerprozess) statt, in dessen Verlauf beinahe eine ganze Familie ausgerottet und hingerichtet wurde.
Im Jahr 1790 wurde der ehemalige Edelsitz Zell, auch Tannböckhof genannt, abgetragen.
1876 erhielt der Ort zur amtlichen Unterscheidung von anderen Zell-Orten den Zusatz Zell bei Zellhof.
In den letzten Kriegstagen 1945, bzw. sogar nach der offiziellen Beendigung des Zweiten Weltkriegs, war Zell immer noch Schauplatz blutiger Kämpfe. In den 1950er Jahren begann man mit Untersuchungen des Heilwassers beim Hedwigsbründl. Nach der Einbeziehung weiterer Quellen kam Anfang der 1970er Jahre seitens der oberösterreichischen Landesregierung die offizielle Erklärung zur Heilquelle (Radon) und zum Bau eines Kurhauses. Seit 1976 ist Zell bei Zellhof ein Kurort (Namensänderung in Bad Zell). Aus der ehemaligen Landeskuranstalt entwickelten sich das heutige Kurhotel Bad Zell und 2005 das nordwestlich angrenzende Gesundheitsresort Lebensquell Bad Zell.

## Bevölkerung

### Entwicklung und Struktur
Im Jahr 1869 wohnten im Gemeindegebiet 2277 Menschen. Bis 1951 schwankte die Bevölkerungszahl um diesen Wert und wuchs kaum. Seit 1951 ist ein stärkeres Wachstum zu verzeichnen. Im Jahr 1991 hatte die Gemeinde 2687 Einwohner, bei der Volkszählung 2001 bereits 2716, was einem Anstieg von 1,1 % entspricht. Am 1. Jänner 2008 verzeichnete die Gemeinde 2753 Einwohner, den höchsten Stand in der Geschichte und es zeigt sich eine Zunahme der Bevölkerung.
Bei der Volkszählung 2001 betrug der Anteil der Einwohner, die 60 Jahre und älter waren, 18,8 %; 21,4 % waren unter 15 Jahre alt. Der Anteil der weiblichen Bevölkerung lag bei 49,8 %.
Von den 1443 Bewohnern Bad Zells, die 2001 über 15 Jahre alt waren, hatten 4,8 % eine Universität, Fachhochschule oder Akademie abgeschlossen. Weitere 6,6 % hatten eine Matura absolviert, 43,8 % hatten einen Lehrabschluss oder eine berufsbildende mittlere Schule besucht und 44,8 % aller Zeller hatten die Pflichtschule als höchsten Abschluss.

### Herkunft und Sprache
Der deutsche Dialekt, der im Raum Bad Zell sowie in Oberösterreich allgemein gesprochen wird, ist das Mittelbairische. 97,8 % der Zeller gaben 2001 Deutsch als Umgangssprache an. Weitere 0,4 % sprachen hauptsächlich tschechisch, 0,4 % sprachen bosnisch, der Rest sprach andere Sprachen.
Der Anteil der Zeller mit ausländischer Staatsbürgerschaft lag 2001 mit 1,5 % weit unter dem Durchschnitt Oberösterreichs. Dabei hatten 0,6 % der Zeller Bevölkerung eine Staatsbürgerschaft aus Bosnien-Herzegowina, 0,2 % eine aus der Türkei und 0,7 % entfielen auf sonstige Staatsbürger. Insgesamt waren 2001 etwa 2,3 % der Zeller in einem anderen Land als in Österreich geboren.

## Kultur und Sehenswürdigkeiten

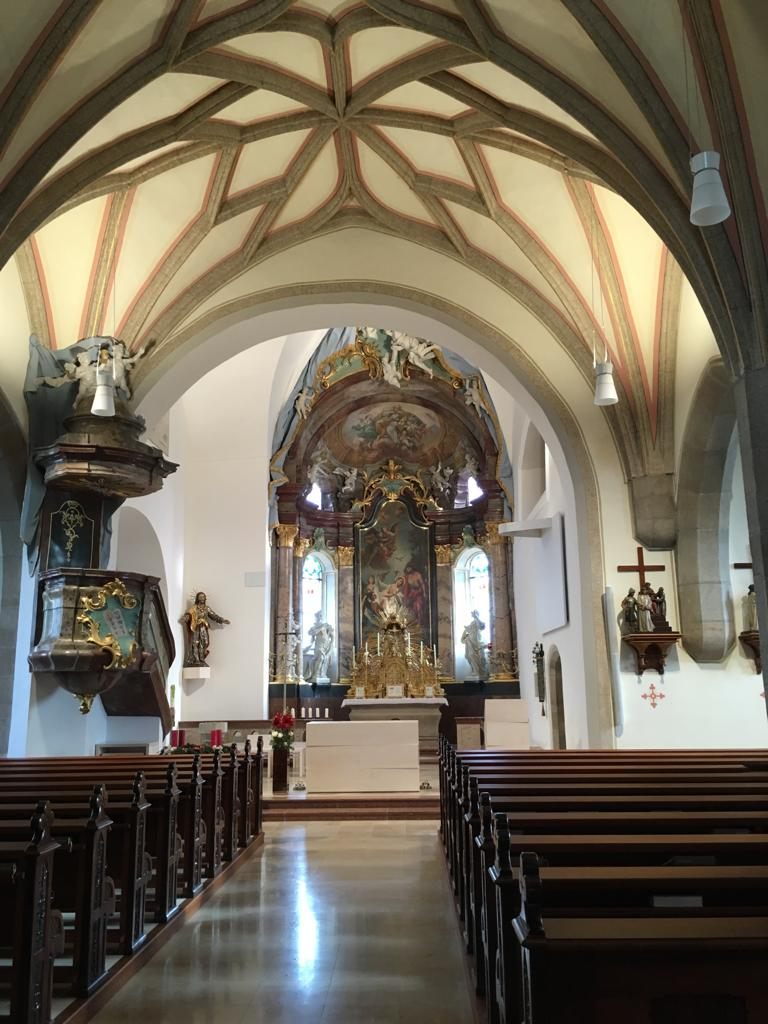
Pfarrkirche Bad Zell

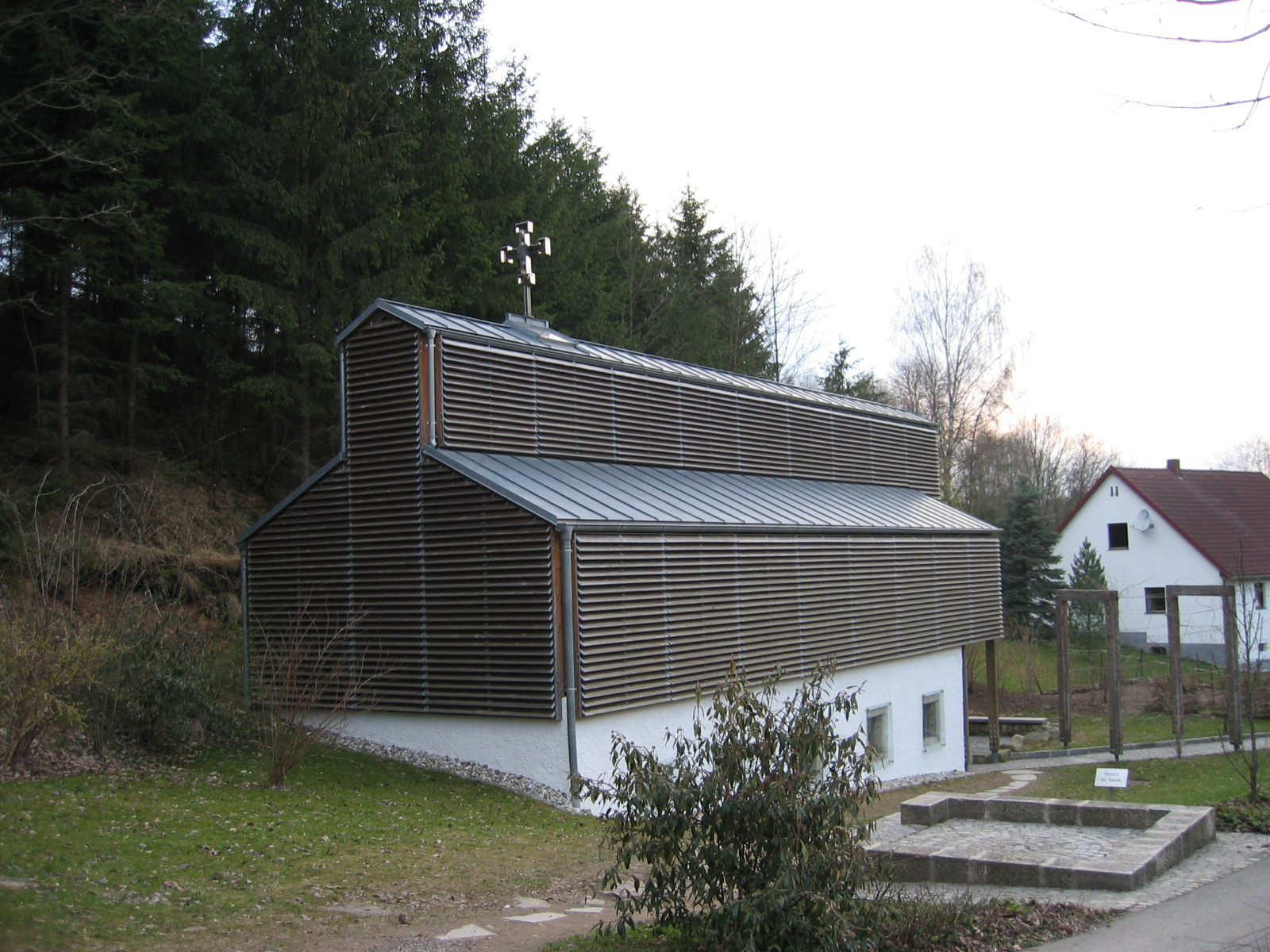
Hedwigsbründl

Schloss Zellhof

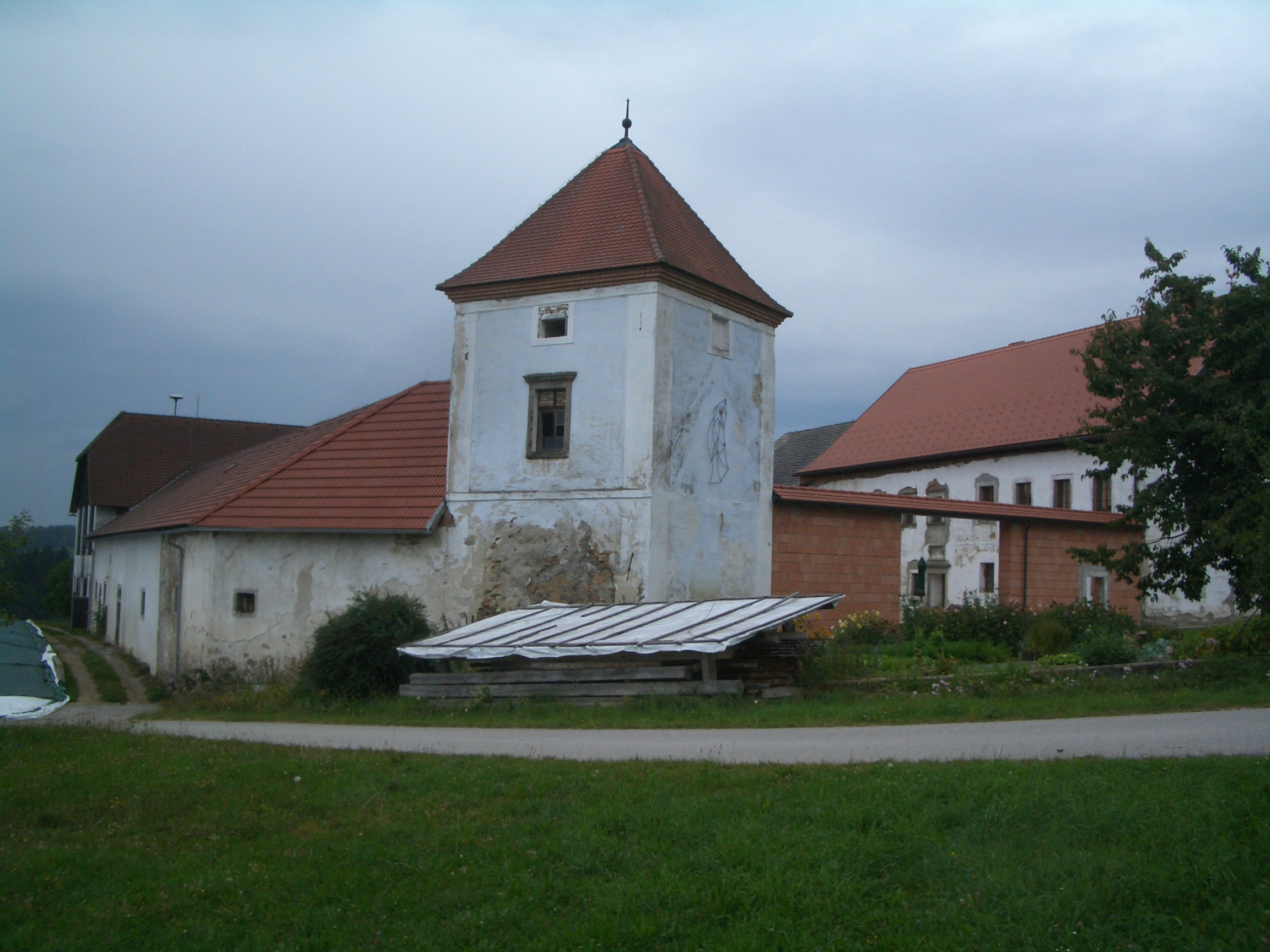
Schloss Aich

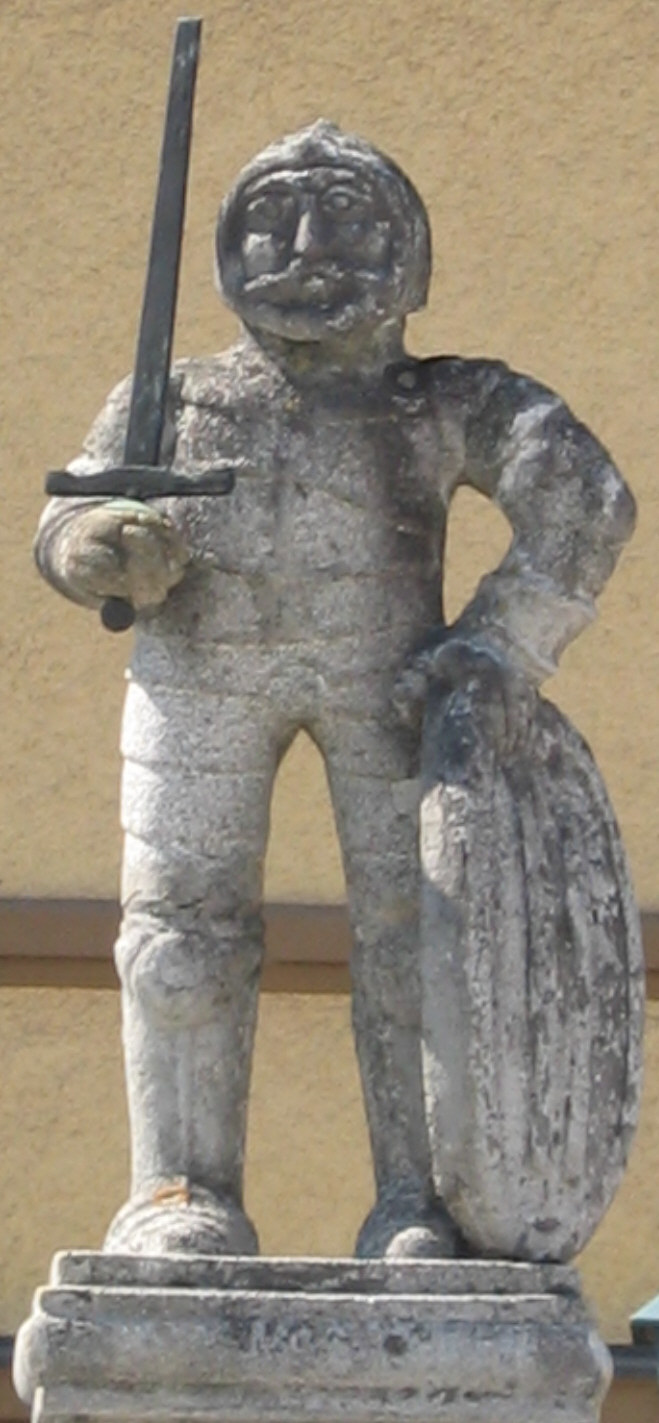
Pranger Bad Zell

- Katholische Pfarrkirche Bad Zell hl. Johannes der Täufer: Die Pfarrkirche liegt im südöstlichen Teil des Marktes über einem nach drei Seiten steil abfallenden Gelände. Es ist ein bedeutender Bau aus unterschiedlichen mittelalterlichen Bauetappen mit bemerkenswerter barocker Altarlösung und 45 Meter hohen Kirchturm. Die Pfarrkirch war urkundlich zwischen 1261/78 der Ur- und Mutterpfarre Naarn unterstellt. Die Pfarrerhebung erfolgte urkundlich 1366 (aber wahrscheinlich schon früher). Zwischen 1740 und 1784 war die Pfarrkirche Bad Zell ein bedeutender Marienwallfahrtsort. Ursprünglich handelt es sich bei der Pfarrkirche um einen romanischen Bau mit gotischen und spätgotischen Umbauten, eine dreischiffige, gestaffelte Anlage mit bemerkenswerten Gewölberippenformationen (Schlingrippen, Netzrippen) aus ca. 1470–1510, wobei weitere Bauteile aus der gleichen Epoche (Turm, Altarraum, Gruftkapelle, Südportal, Westempore) stammen. Die Pfarrkirche zeigt einen bemerkenswerten Hochaltaraufbau 1746, der den gesamten Chor einbezieht. Der Stuckmarmor und Säulenarchitektur sind von Franz Ludwig Grimm. In der Halbkuppel wird ein Fresko „Gottvater mit den Engeln“ von Bartolomeo Altomonte dargestellt. Die Scheinarchitektur von Johann Georg Dollicher wird deutlich, ebenso allegorische Stuckmarmorstatuen in der Apsis und eine Kanzel ebenfalls aus dieser Zeit. Ende des 19. Jahrhunderts kam es zu einer teilweisen Regotisierungen des Baues (Fenstermaßwerke, Seitenaltäre, Turm etc.). Neugotische Seitenaltäre (Maria, Florian) stammen von Ludwig Linzinger 1893/94, ebenso der figurale Kreuzweg. Die Orgel ist von Leopold Breinbauer 1902. Das Geläute der Pfarrkirche besteht aus fünf Glocken (f, g, b, cis, dis), wobei die zweitgrößte Glocke aus dem Jahr 1524 stammt, bzw. die vierte Glocke aus dem 14. Jahrhundert.
- Der Marktplatz ist planmäßig angelegt als langgestreckter Dreiecksplatz, wobei die Kirche (südöstlich des Platzes) deutlich abgesetzt ist. Der Platz selbst zeigt eine historische Ortsbebauung mit Bürgerhäusern aus dem 16. bis 19. Jahrhundert.
- Pranger Bad Zell: Prangersäule am Marktplatz aus dem Jahr 1574, auf der eine Statue in Ritterrüstung, Schwert und Schild (darauf das Wappen der Jörger) steht. Es ist das einzig erhaltene Prangermandl Oberösterreichs.
- Hedwigsbründl: Hedwigsbründl galt seit jeher als ein beliebtes Wallfahrtsziel mit mittelalterlichen Ursprung der Heilquelle. Besonders nach dem Dreißigjährigen Krieg kam es zum Aufschwung und zum Beginn einer Wallfahrt. Durch die Erklärung zur Heilquelle und dem Bau der Kuranstalt St. Hedwig kam es immer mehr zum Aufschwung und zum Bekanntwerden des Bründls. Vor wenigen Jahren wurde die alte, baufällige und unansehnliche Kapelle geschleift und das alte Badhaus zu einem kleinen Ausstellungsraum adaptiert. Zusätzlich wurde eine neue, moderne Kapelle errichtet, in die Teile der alten Kapelleneinrichtung kamen. Auch das Heil- (Hedwigs-) Wasser wurde wieder in die neu gestaltete Kapelle eingeleitet. Als Abschluss ließ man eine Hedwigsglocke gießen. Der Hedwigstag (16. Oktober) wird von jeher (17. Jahrhundert) in Zell festlich begangen.
- Schloss Zellhof: Schloss Zellhof ist heute eine Schlossruine und liegt außerhalb des Marktes Bad Zell. Ursprünglich diente es als Sitz bedeutender Adelsgeschlechter (Jörger, Scherffenberg, Salburg, Sachsen-Coburg-Gotha). Der Hof wird urkundlich 1347 genannt (im Besitz der Zellhofer). Es folgten häufige Besitzerwechsel und Ausbauten zu einem Edelsitz. 1607 gelangte das Schloss an die Jörger, die es mit der Herrschaft Prandegg vereinigten. Im 18. Jahrhundert erfolgten weitgehende Barockisierungen der mittelalterlichen Anlage und Umbaumaßnahmen des Innenhofes. Im 20. Jahrhundert zeigte sich ein beginnender Verfall und es erfolgte ein teilweiser Abriss des Schlosses. Vom bedeutenden, einst so schönen Schloss Zellhof sind heute nur mehr einzelne Teile vorhanden (Wirtschaftstrakt, ehemalige Kapelle etc.).
- Schloss Aich: Schloss Aich ist ein ehemaliges Landschloss aus dem 13. Jahrhundert, rund 1,5 km nordöstlich des Ortes. Das Schloss hat eine enge Verbindung mit dem Schloss Windhaag. Unter den Scherffenberger wurde es mit dem Schloss Zellhof herrschaftlich verbunden. Nach 1823 wurde es an Bauern verkauft und umgebaut. Heute wird das als Mayrgut bezeichnete, ehemalige Schloss als Bauernhof bewirtschaftet.
- Schloss Habichrigl: Schloss Habichrigl ist ein ehemaliges Schloss aus dem 11. Jahrhundert, rund einen Kilometer westlich im Ortsteil Riegl. Das Schloss war Lehen der Jörger, bevor es durch Verkäufe in die Herrschaft der Scherffenberg kam. Damit war das Schloss herrschaftlich mit Zellhof verbunden. Im 20. Jahrhundert wurde es umgebaut und ist heute ein Bauernhof.
- Erdställe: Die Erdställe sind ein unterirdisches Gangsystem und wurden von Menschenhand im Zuge der mittelalterlichen Besiedelung vor gut 1000 Jahren geschaffen und befinden sich unter dem Gasthaus zum Feuchten Eck.
- Das Bauernmuseum ist ein privates Museum mit Sammlungen an Historischem, Bäuerlichem und Originellem.

## Wirtschaft und Infrastruktur

### Verkehr
Die Königswiesener Straße durchläuft das Gemeindegebiet in Ost-West-Richtung. Über Pregarten und die Mühlkreis Autobahn A 7 besteht eine sehr gute Verkehrsverbindung nach Linz.

### Öffentliche Einrichtungen und Bildung
Im Ort stehen ein Kindergarten, eine Volksschule, eine Neue Mittelschule und eine Zweigstelle der Musikschule Pregarten zur Verfügung. Die Hauptschule wurde im September 1941 eröffnet. Im Schuljahr 1975/76 besuchten über 500 Schüler die Schule. Seitdem sinken die Schülerzahlen kontinuierlich. Im Schuljahr 2008/09 werden 231 Schüler von 27 Lehrern unterrichtet.
Zusätzlich besteht eine Bücherei. Weiters gibt es drei Ärzte, zwei Allgemeinmediziner und einen Zahnarzt, in der Gemeinde.
Im Gemeindegebiet existieren zwei Feuerwehren, die Freiwillige Feuerwehr Bad Zell und die Freiwillige Feuerwehr Erdleiten. Eine Polizeiinspektion und eine Ortsstelle des Roten Kreuzes befinden sich im Ort.

## Politik

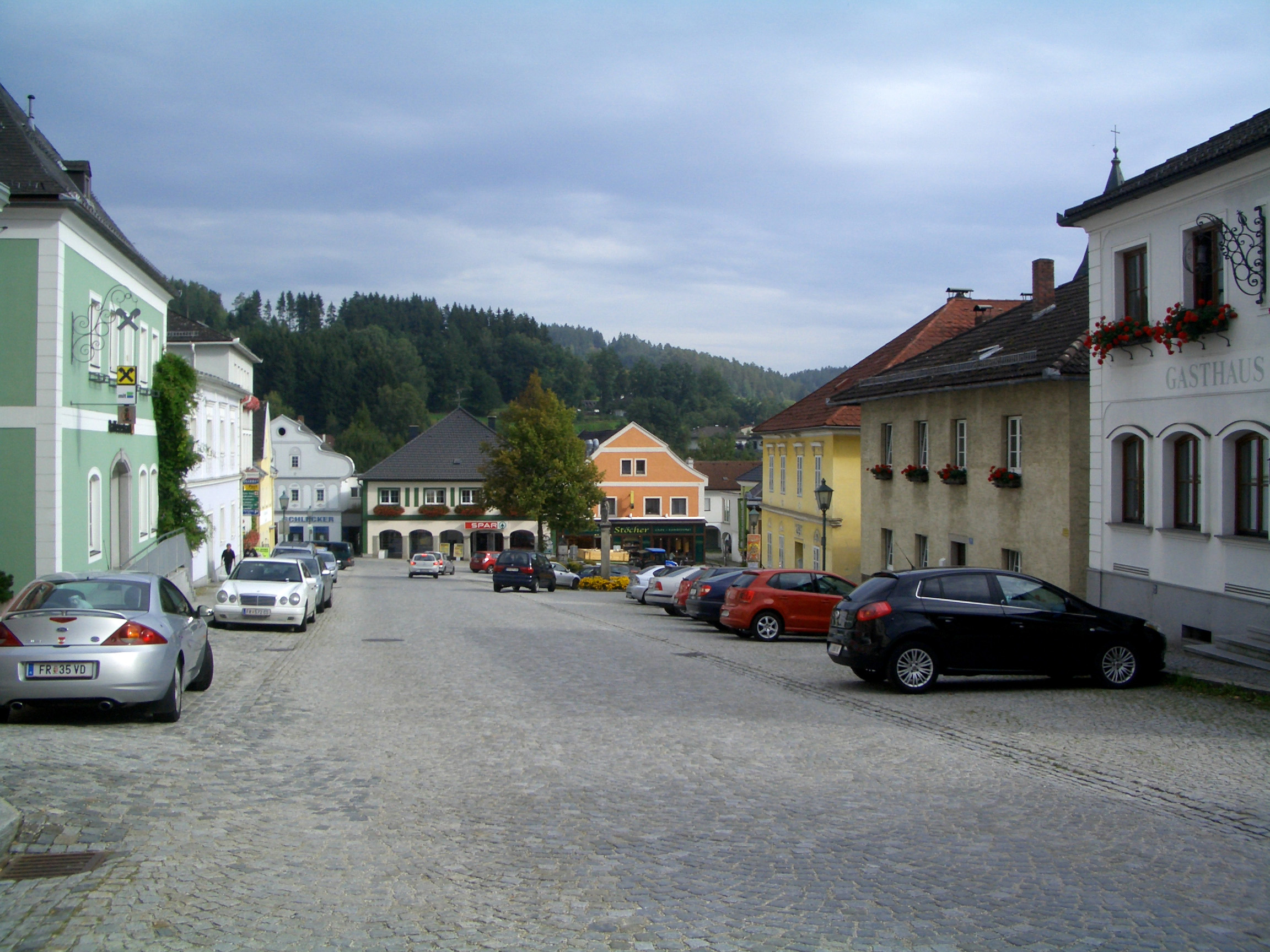
Der Marktplatz von Bad Zell

### Gemeinderat
Die Gemeinderats- und Bürgermeisterwahlen finden alle sechs Jahre, zeitgleich mit der Landtagswahl statt. Ab dem Jahr 1945 erreichte die ÖVP bis 2003 immer die absolute Mehrheit. Zweitstärkste Partei wurde meistens die SPÖ. Die Unabhängige Bürgerliste Bad Zell wurde ab 1985 immer vor der FPÖ die drittstärkste Partei. 2003 wurde die ÖVP mit 47,7 % stimmenstärkste Partei, verlor jedoch die absolute Mehrheit. Von 2009 bis 2021 gelang es der ÖVP die absolute Mehrheit zurückzuerobern. Bei der Wahl 2021 verlor sie die absolute Mehrheit allerdings wieder.
Bad Zell ist Mitglied des Verbandes für Regional- und Tourismusentwicklung Mühlviertler Alm.
Der Gemeinderat hat 25 Mitglieder.
- Mit den Gemeinderats- und Bürgermeisterwahlen in Oberösterreich 2003 hatte der Gemeinderat folgende Verteilung: 12 ÖVP, 7 SPÖ, 5 Bürgerliste Bad Zell und 1 FPÖ.
- Mit den Gemeinderats- und Bürgermeisterwahlen in Oberösterreich 2009 hatte der Gemeinderat folgende Verteilung: 15 ÖVP, 5 Bürgerliste Bad Zell, 3 SPÖ und 2 FPÖ.
- Mit den Gemeinderats- und Bürgermeisterwahlen in Oberösterreich 2015 hatte der Gemeinderat folgende Verteilung: 14 ÖVP, 5 UBBZ, 4 FPÖ und 2 SPÖ.
- Mit den Gemeinderats- und Bürgermeisterwahlen in Oberösterreich 2021 hat der Gemeinderat folgende Verteilung: 12 ÖVP, 6 SPÖ, 5 UBBZ und 2 FPÖ.[9][10]

### Bürgermeister
- bis 2021 Hubert Tischler (ÖVP)
- seit 2021 Martin Franz Moser (ÖVP)

### Wappen
Blasonierung: „In Rot eine silberne, vom Schildfuß ausgehende Klause (Celle), Frontalansicht mit schwarz geöffneter Rundbogenpforte und kleinem, mit einem Kreuz bestecktem Glockentürmchen; überhöht von zwei silbernen, schräg gekreuzten Schlüsseln.“
Die Celle wird stets als jene Kapelle interpretiert, die einst Regensburger Mönche bei der Rodung hier errichtet haben sollten, samt einer kleinen Klause für durchreisende Geistliche. Die beiden Schlüssel könnten dabei auf den Patron des Regensburger Domes hinweisen, den Hl. Apostel Petrus.
Die Verleihung des Gemeindewappens und der Gemeindefarben erfolgte am 16. Juni 1534 zeitgleich mit der Bestätigung alter Freiheiten und Gerichtsbarkeit. Der erste urkundliche Nachweis der Verwendung ist ein Entlassschein aus dem Jahr 1608. Das Siegel auf dem Schreiben hat die Umschrift S . D . MARCKHS . Z . ZEL . IM . ACHLAND. Durch andere Herrscher geriet das ursprüngliche Wappen in Vergessenheit und wurde erst 1925 wiederentdeckt.

## Persönlichkeiten

### Aus Bad Zell stammend
- Tobias Haslinger (* 1787; † 1842): österreichischer Musikverleger und Komponist
- Ruperta Lichtenecker (* 1965): Abgeordnete im österreichischen Nationalrat
- Maximilian Schiefermüller (* 1981): Historiker, Benediktiner und Prior des Stiftes Admont
- Joseph von Weiß (* 1805; † 1887): Politiker, Jurist und Landeshauptmann des Bundeslandes Salzburg

### Für Bad Zell bedeutend
- Josef Moser (* 1861; † 1944): österreichischer Priester und Entomologe
- Ladislaus Prager († 1514): ab 1492 Herr auf Schloss Aich
- Rupert Ruttmann (* 1906; † 1987): Mundartdichter und Heimatforscher sowie Lehrer in Bad Zell
- Sarah Saxx (* 1982): Schriftstellerin